# Podestà
El podestà era el primer magistrat de les ciutats del centre i del nord d'Itàlia.

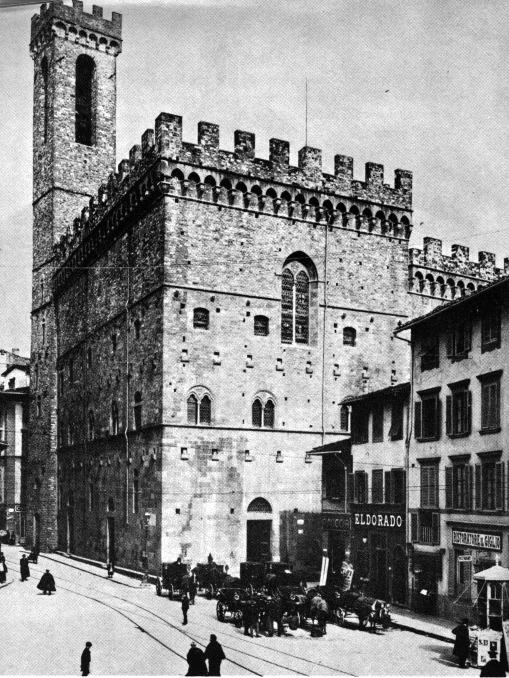
El palau del podestà a Florència, avui museu Bargello

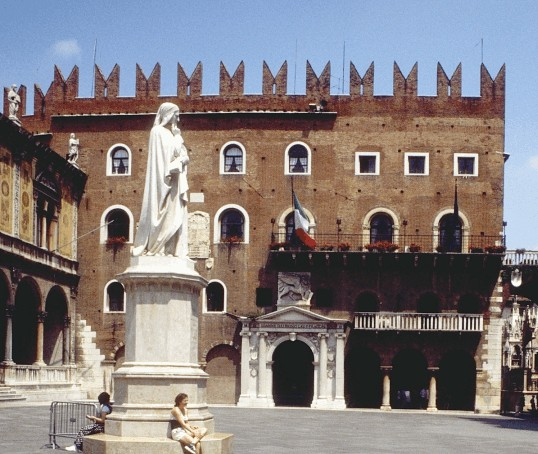
El Palau del podestà de Verona

## Època medieval

### Període comunal
El podestà reemplaça el consell dels cònsols que governava els municipis medievals a partir de la fi del Segle XII. Aquest càrrec, contràriament al cònsol, havia de ser exercida per una persona que no pertanyés a la ciutat que havia de governar per tal d'evitar la seva implicació personal en les controvèrsies i garantir així la imparcialitat en l'aplicació de les lleis, i també se'l denominava podestà estranger. El podestà era escollit per la principal assemblea del municipi i el seu càrrec durava de 6 mesos a un any.
A la pràctica, el podestà exercia els poders executius, administratius, judicials i de policia, i de fet l'instrument més important de l'aplicació de les lleis. Amb els anys, el càrrec es va convertir en un verdader ofici exercit per professionals que canviaven sovint de lloc de treball i rebien un salari regular. Aquest continu canvi de personal i d'experiència va contribuir a fer que les lleis i les seves aplicacions es fessin homogènies fins i tot entre ciutats molt distants però on els mateixos podestà havien governat.
El testimoni històric de la funció és freqüent a partir del segle xii. Apareix a Pàdua el 1175, a Bonifacio i a Pisa l'any 1190, després aquest ús es generalitza : se'n tenen rastres a Florència, Mòdena, i fins i tot a Arle entre 1220 i 1250, a Avinyó i a Marsella
No caldria limitar la seva figura només les grans ciutats : per exemple a Voltri, a la perifèria de Gènova, hi havia un podestà.

### Període dels senyors
Durant el període dels senyors, el podestà perd la major part de les prerrogatives polítiques, i un alt magistrat s'encarrega d'administrar la justícia i de mantenir l'ordre públic. Depèn directament del senyor de la ciutat i del príncep de l'estat a la qual la ciutat pertany. Aquesta evolució del paper del podestà accentua encara més l'aspecte professional de la càrrega, es desplaça de ciutat a ciutat amb tota "la família", terme que indica l'equip del podestà i que es compon del vicari, dels jutges del penal i del civil, dels agents del manteniment de l'ordre, dels servidors. El podestà és designat pel senyor o pel príncep i només després de la tria és sotmès de manera formal al Consell Urbà, la duració del càrrec és variable d'una ciutat a l'altre, i va de sis mesos als dos anys i de vegades renovable per un segon mandat.

## Sota el règim feixista italià
Sota el règim feixista (llei del 4 febrer de 1926, no. 237), els òrgans democràtics dels municipis són suspesos i totes les funcions ocupades per l'alcalde, les comissions i el consell municipal són transferides a un podestà designat per decret reial per a cinc anys i revocable en qualsevol moment. En els municipis més de 5.000 habitants, el podestà és ajudat per o dos vicepodestà designats de la mateixa manera i depèn de si la població és inferior o superior a 100.000 habitants. El podestà també és ajudat per una assemblea municipal, que té una funció de consulta i que està composta com a mínim per sis consellers designats pel prefecte. Per Roma es preveia una organització especial, on l'administració s'assegurava per un governador.